# Teknős (település)
Teknős (szlovákul: Korytárky) község Szlovákiában, a Besztercebányai kerületben, a Gyetvai járásban.

## Fekvése
Herencsvölgytől 5 km-re délnyugatra fekszik.

## Története
Területe a középkorban Végles várának uradalmához tartozott. A 16.–17. században a Gyetva környéki kiterjedt legelőkre és irtványföldekre pásztorkodó, földművelő lakosság települt. A falu létezésének első közvetett bizonyítéka egy 1638-as feljegyzés, mely szerint a véglesi uradalomban új falu jött létre. Az első hitelt érdemlő feljegyzés a faluról a gyetvai katolikus plébánia 1661. évi anyakönyvében található. A trianoni diktátumig Zólyom vármegye Nagyszalatnai járásához tartozott.
1936-ban nyílott állami iskolája, melyet 1944 decemberében a szlovák nemzeti felkelés idején németek szálltak  meg. A települést 1945. február 10-én szovjet és román csapatok foglalták el. Az iskolában ekkor román katonai kórházat rendeztek be. Mindazonáltal Teknős egészen a 20. század közepéig Gyetva nagy kiterjedésű határának része volt. 1955-ben Gyetvából kivált Krivány, melynek Teknős településrésze lett.
Teknős 1993. január 1-jén nyerte el önállóságát Kriványtól. 1998-ban új templomot építettek, melyet a Kármelhegyi Szűzanya tiszteletére szenteltek fel.

## Népessége
| Év:            | 1994. | 2004.   | 2014.   | 2024.   |
| -------------- | ----- | ------- | ------- | ------- |
| Emberek száma: | 1043  | 1011    | 961     | 941     |
| Eltérés:       |       | -3,06 % | -4,94 % | -2,08 % |

| Év:            | 2023. | 2024.   |
| -------------- | ----- | ------- |
| Emberek száma: | 936   | 941     |
| Eltérés:       |       | +0,53 % |

2001-ben 1032 lakosából 1025 szlovák volt.
2011-ben 976 lakosából 956 szlovák volt.

## Nevezetességei
Kármelhegyi Szűzanya tiszteletére szentelt római katolikus temploma 1998-ban épült.

## Külső hivatkozások
- Hivatalos oldal
- E-obce.sk Archiválva 2007. szeptember 23-i dátummal a Wayback Machine-ben
- Községinfó
- Teknős Szlovákia térképén